# NGC 6804
NGC 6804 је планетарна маглина у сазвежђу Орао која се налази на NGC листи објеката дубоког неба.
Деклинација објекта је + 9° 13' 33" а ректасцензија 19h 31m 35,4s. Привидна величина (магнитуда) објекта NGC 6804 износи 12,0 а фотографска магнитуда 12,2. NGC 6804 је још познат и под ознакама PK 45-4.1, CS=14.3.